# Haunsheim
Haunsheim là một xã nằm ở huyện Dillingen, thuộc bang Bayern của Đức.